# Bellicourt
Bellicourt es una comuna francesa, situada en el departamento de Aisne, de la región de Alta Francia.

## Demografía
| 609 | 624 | 607 | 640 | 664 | 680 | 643 | 614 |
| Para los censos de 1962 a 1999 la población legal corresponde a la población sin duplicidades (Fuente: INSEE [Consultar]) |     |     |     |     |     |     |     |